# Dawid Hochberg
Dawid Hochberg (ur. 19 lipca 1925 w Siedlcach, zm. 27 kwietnia 1943 w Warszawie) – członek Żydowskiej Organizacji Bojowej.

## Życiorys
Prawdopodobnie był synem działacza Bundu, Arona. Od 1930 mieszkał z rodzicami w Warszawie, gdzie był uczniem gimnazjum i działał w bundowskiej organizacji harcerskiej Socjalistiszer Kinderfarband. 
Podczas okupacji niemieckiej znalazł się w getcie warszawskim. Od grudnia 1942 członek ŻOB, dowódca jednej z grup bojowych. Utrzymywał kontakt z Markiem Edelmanem i pozostałymi członkami sztabu ŻOB. Podczas powstania w getcie dowodził oddziałem ŻOB, m.in. w walkach na ul. Miłej. Zginął podczas ewakuacji zasypanego bunkra przy ul. Miłej 37.